# Landhallow
Landhallow is een dorp ongeveer 2 kilometer ten westen van Latheron in het oosten van de Schotse lieutenancy Caithness in het raadsgebied Highland.